# USS La Vallette (DD-448)
USS La Vallette (DD-448) là một tàu khu trục lớp Fletcher được Hải quân Hoa Kỳ chế tạo trong Chiến tranh Thế giới thứ hai. Nó là chiếc tàu chiến thứ hai của Hải quân Mỹ được đặt theo tên Chuẩn đô đốc Elie A. F. La Vallette (1790-1862), người từng tham gia các cuộc Chiến tranh 1812 và cuộc Chiến tranh Mexico-Hoa Kỳ. Tham gia Thế Chiến II từ năm 1942 và được tặng thưởng mười Ngôi sao Chiến trận, con tàu bị hư hại nặng do trúng phải thủy lôi tại Philippines vào gần cuối chiến tranh, ngừng hoạt động năm 1946 và bị bán cho Peru vào năm 1974 để làm nguồn phụ tùng thay thế.

## Thiết kế và chế tạo
La Vallette được đặt lườn tại xưởng tàu của hãng Federal Shipbuilding and Dry Dock Company ở Kearny, New Jersey vào ngày 27 tháng 11 năm 1941. Nó được hạ thủy vào ngày 21 tháng 6 năm 1942; được đỡ đầu bởi bà Lucy La Vallette Littel, chắt của Chuẩn đô đốc LaVallette; và nhập biên chế vào ngày 12 tháng 8 năm 1942 dưới quyền chỉ huy của Hạm trưởng, Thiếu tá Hải quân H. H. Henderson.

## Lịch sử hoạt động
Sau khi hoàn tất huấn luyện và làm nhiệm vụ hộ tống tại vùng biển Caribe và Đại Tây Dương, La Vallette rời New York vào ngày 16 tháng 12 năm 1942, băng qua kênh đào Panama để đi sang khu vực Mặt trận Thái Bình Dương. Trong khi hộ tống cho Lực lượng Đặc nhiệm 18 ngoài khơi Guadalcanal vào ngày 29 tháng 1 năm 1943, nó tham gia tác chiến lần đầu tiên, các khẩu pháo của nó đã bắn rơi ba máy bay đối phương trong một đợt không kích. Lại bị tấn công vào ngày 30 tháng 1 đang khi hộ tống cho tàu tuần dương hạng nặng Chicago, nó bắn rơi sáu máy bay ném bom-ngư lôi Mitsubishi G4M "Betty", nhưng cũng bị một quả ngư lôi bắn trúng, khiến 22 người thiệt mạng. Chiếc tàu khu trục được kéo về ụ nổi tại Espiritu Santo để sửa chữa tạm thời, trước khi lên đường đi Xưởng hải quân Mare Island, đến nơi vào ngày 1 tháng 4.

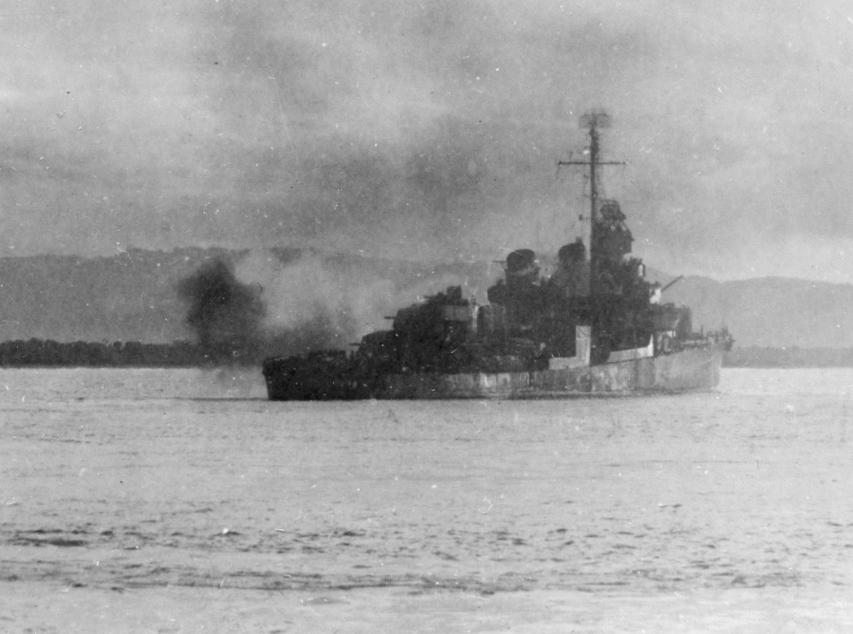
La Vallette đang bắn phá Mindoro, tháng 12 năm 1944.

Sau khi hoàn tất sửa chữa, La Vallette khởi hành vào ngày 6 tháng 8 để đi Trân Châu Cảng, nơi nó gia nhập lực lượng đặc nhiệm tàu sân bay để tiến hành không kích đảo Marcus vào ngày 31 tháng 8, trước khi quay trở lại nhiệm vụ tuần tra tại khu vực quần đảo Solomon. Trong đêm 1-2 tháng 10, nó phát hiện các xà lan tiếp liệu Nhật Bản ngoài khơi Kolombangara, nơi nó đánh chìm bốn chiếc và làm hư hỏng hai chiếc khác. Sau đó, nó làm nhiệm vụ hộ tống và bảo vệ trong khi diễn ra các cuộc đổ bộ lên quần đảo Gilbert, trong các cuộc tấn công xuống Kwajalein và Wotje, nơi nó bắn rơi thêm một máy bay đối phương. Sau một đợt sửa chữa ngắn tại San Francisco, California, con tàu quay trở lại khu vực Tây Nam Thái Bình Dương.
Vào ngày 1 tháng 2 năm 1944, La Vallette bắn phá chuẩn bị lên Roi trong khuôn khổ cuộc tấn công lên Kwajalein. Đến tháng 4, nó bắn phá Aitape, và vào ngày 2 tháng 7 đã hỗ trợ cho cuộc đổ bộ lên Noemfoor ngoài khơi New Guinea. Xen kẻ giữa các chiến dịch này là những nhiệm vụ tuần tra và hộ tống vận tải hầu như liên tục.

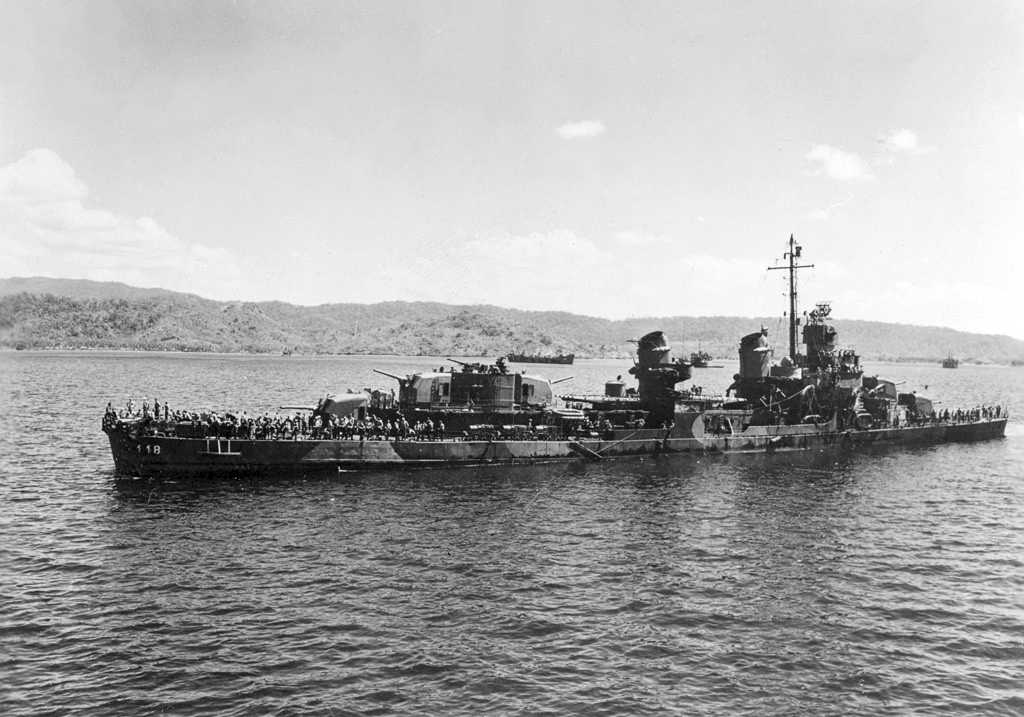
La Vallette ngoài khơi Mariveles sau khi trúng mìn, tháng 2 năm 1945.

Được phân nhiệm vụ hộ tống vận tải trong giai đoạn mở màn của Chiến dịch Philippines, La Vallette đã rời vịnh Leyte cùng một đoàn tàu vận tải hướng đến Hollandia để chuyên chở tiếp liệu và tăng viện, khi trận Hải chiến vịnh Leyte mang tính quyết định nổ ra. Nó quay trở lại Philippines vào ngày 5 tháng 12, nơi nó bắn rơi một máy bay tấn công cảm tử Kamikaze trong vịnh Surigao. Chiếc tàu khu trục còn tiếp tục hỗ trợ cho năm cuộc đổ bộ khác tại Philippines trong tháng 12 năm 1944 và tháng 1 năm 1945, rồi tham gia bảo vệ cho các tàu quét mìn rà quét vịnh Manila.
Vào ngày 14 tháng 2, tại cảng Mariveles, La Vallette bị hư hại nặng bởi một quả mìn, khiến sáu người thiệt mạng và 23 người khác bị thương. Nó được kéo đến một ụ tàu nổi trong vịnh Subic, rồi lên đường quay về Xưởng hải quân Hunters Point để được sửa chữa triệt để. Đến ngày 7 tháng 8, nó lên đường đi San Diego, California, nơi nó được cho xuất biên chế vào ngày 16 tháng 4 năm 1946 và được đưa về lực lượng dự bị do đến năm 1969. Tên nó được cho rút khỏi danh sách Đăng bạ Hải quân vào ngày 1 tháng 2 năm 1974; và đến ngày 26 tháng 7 năm 1974, nó được bán cho Peru để làm nguồn phụ tùng thay thế cho những con tàu còn hoạt động.

## Phần thưởng
La Vallette được tặng thưởng mười Ngôi sao Chiến trận do thành tích phục vụ trong Thế Chiến II.